# Ophisaurus mimicus
Espèce
Statut de conservation UICN

 LC  : Préoccupation mineure
Ophisaurus mimicus est une espèce de sauriens de la famille des Anguidae.

## Répartition
Cette espèce est endémique des États-Unis. Elle se rencontre en Caroline du Nord, en Caroline du Sud, en Géorgie, en Floride et au Mississippi.

## Publication originale
- Palmer, 1987 : A new species of glass lizard (Anguidae: Ophisaurus) from the southeastern United States. Herpetologica, vol. 43, no 4, p. 415-423.